# Ephedra major
Ephedra major — вид голонасінних рослин класу гнетоподібних.

## Поширення, екологія
Країни проживання: Афганістан, Албанія, Алжир, Боснія і Герцеговина, Кіпр, Франція (материк), Греція, Індія (Хімачал-Прадеш, Джамму-Кашмір), Іран, Італія (материк, Сардинія, Сицилія), Ліван, Марокко, Пакистан, Іспанія (Канарські о-ви, материк), Сирія, Туніс, Туреччина (Європейська частина), Туркменістан. Росте на висотах від 50 м до 2500 м. Чагарник висотою до 1 м, що росте в скелястих посушливих районах, кам'янистих схилах, часто на відкритих ділянках між вапнякових скель. Квіти з березня по липень; фрукти з травня по жовтень.

## Використання
Стебла більшості членів цього роду містять алкалоїд ефедрин і відіграють важливу роль в лікуванні астми та багатьох інших скарг дихальної системи.

## Загрози та охорона
Немає серйозних загроз в даний час. Зустрічається в численних охоронних районах на території свого ареалу. Насіння зберігається в рамках Проекту насіннєвого банку тисячоліття. Вид було включено до Червоної книги Республіки Кіпр і Хорватія, як вразливий і Близький загрозливого відповідно.